# Amt Mirow

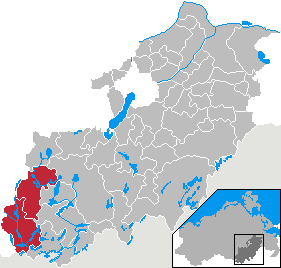
Amt Mirow im Landkreis Mecklenburg-Strelitz

Im Amt Mirow im ehemaligen Landkreis Mecklenburg-Strelitz in Mecklenburg-Vorpommern, das seit 1992 existierte, waren die Stadt Mirow (Amtssitz) sowie die beiden Gemeinden Diemitz und Roggentin zur Erledigung ihrer Verwaltungsaufgaben zusammengeschlossen. Am 13. Juni 2004 wurde die Gemeinde Diemitz nach Mirow eingemeindet. Am 1. Juli 2004 wurde das Amt Mirow aufgelöst und die Gemeinden zusammen mit den Gemeinden des ebenfalls aufgelösten Amtes Wesenberg in das neue Amt Mecklenburgische Kleinseenplatte überführt.
Amt Mirow hieß auch ein herzoglich mecklenburgisches Verwaltungsamt in dem im Jahr 1701 gebildeten (Teil-)Herzogtum Mecklenburg-Strelitz. Dieses hatte man aus großen Teilen des Besitzes der Komturei Mirow des Johanniterordens gebildet. Sitz des Amtes war ebenfalls Mirow.